# Virestads IF
Virestads IF, även kallat VIF, är en fotbollsklubb i Virestad i Sverige, bildad 1934 och hemmahörandes i division 5.
Man spelar sina hemmamatcher på Kvarnavallen.

## Kända spelare
Klubben har fostrat Lasse Johansson som bland annat vunnit Allsvenskan med Kalmar FF.